# Giarmata
Giarmata es una comuna ubicada en el distrito de Timiș, Rumania.

## Superficie
Posee una superficie de 71,51 kilómetros cuadrados.

## Demografía
Hasta 2021 la población era de 6831 habitantes, con una densidad de población de 95,53 habitantes por kilómetro cuadrado.